# Песковатка (Бобровский район)
Песковатка — село в Бобровском районе Воронежской области.
Входит в состав Юдановского сельского поселения.

## Население
| 2000 | 2005 | 2010 |
| ---- | ---- | ---- |
| 555  | ↘514 | ↘448 |

## География

### Улицы
- ул. Заречная,
- ул. Ленина,
- ул. Лесная,
- ул. Малая,
- ул. Советская,
- ул. Центральная.